# فرودگاه نیروی هوایی سلطنتی استرالیا در پایگاه واگا
فرودگاه نیروی هوایی سلطنتی استرالیا در پایگاه واگا (به انگلیسی: RAAF Base Wagga) یک فرودگاه نظامی و همگانی با کد یاتا WGA است که یک باند فرود آسفالت دارد و طول باند آن ۱۷۶۸ متر است. این فرودگاه در کشور استرالیا قرار دارد و در ارتفاع ۲۲۱ متری از سطح دریا واقع شده است.

## نگارخانه

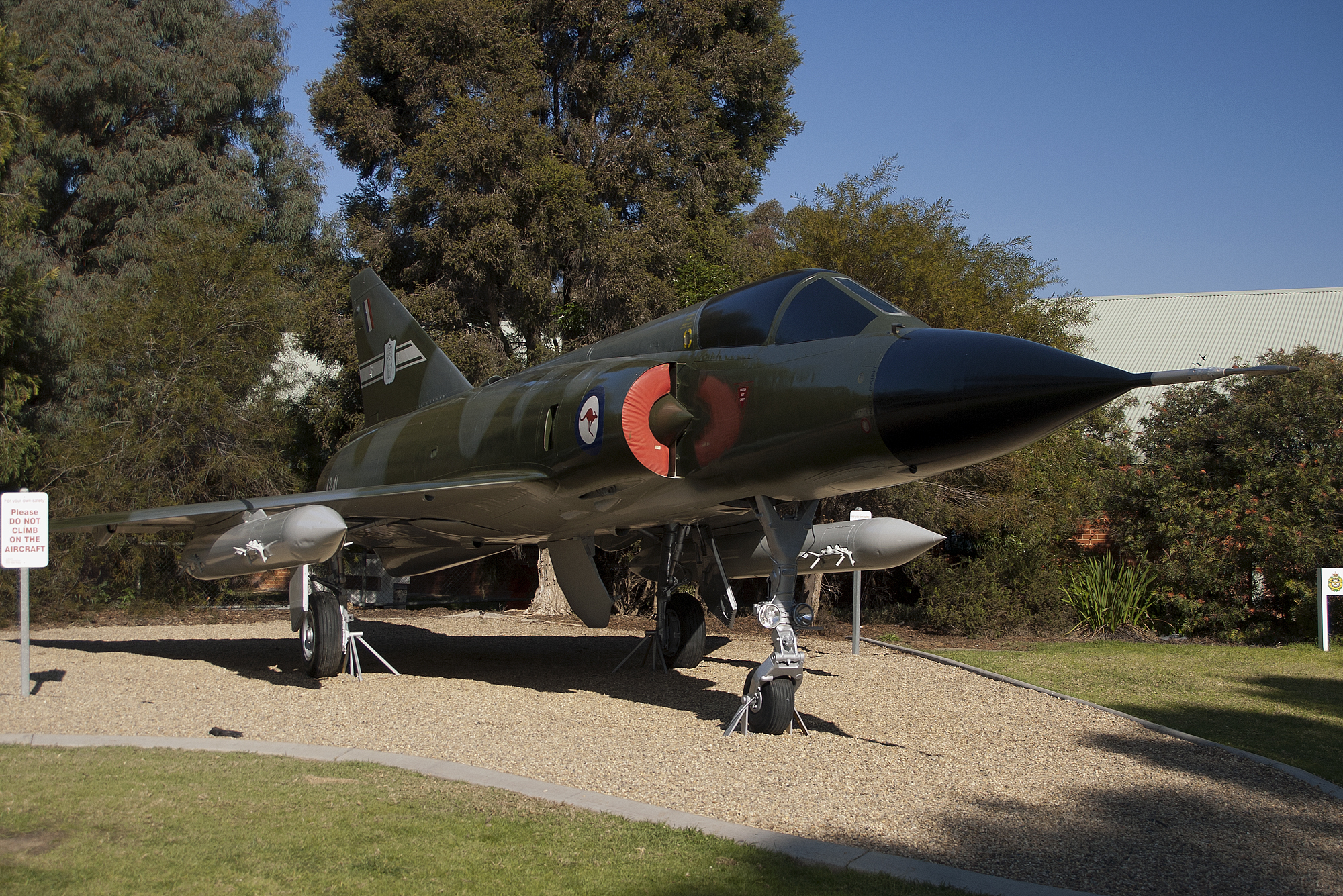
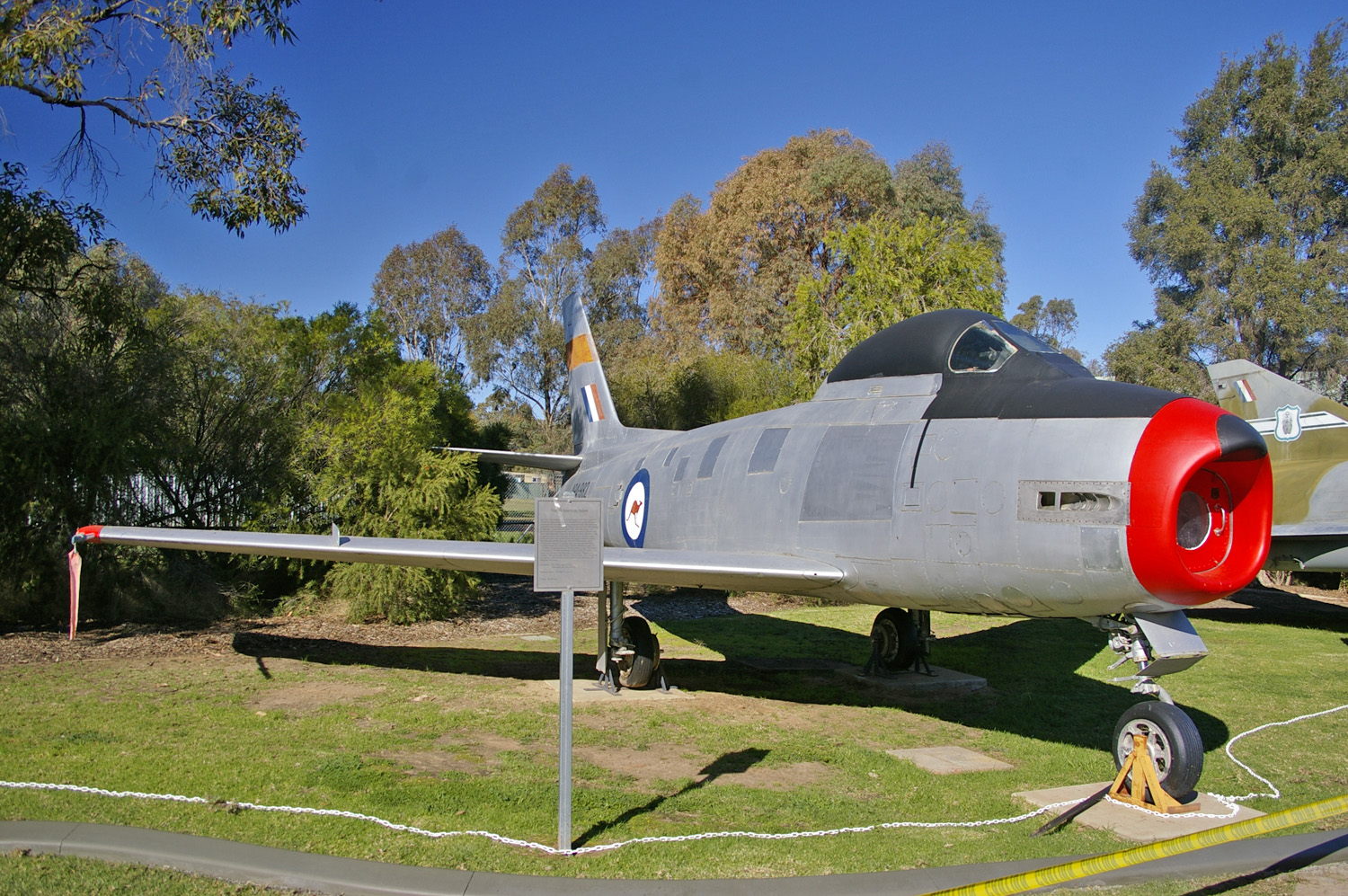
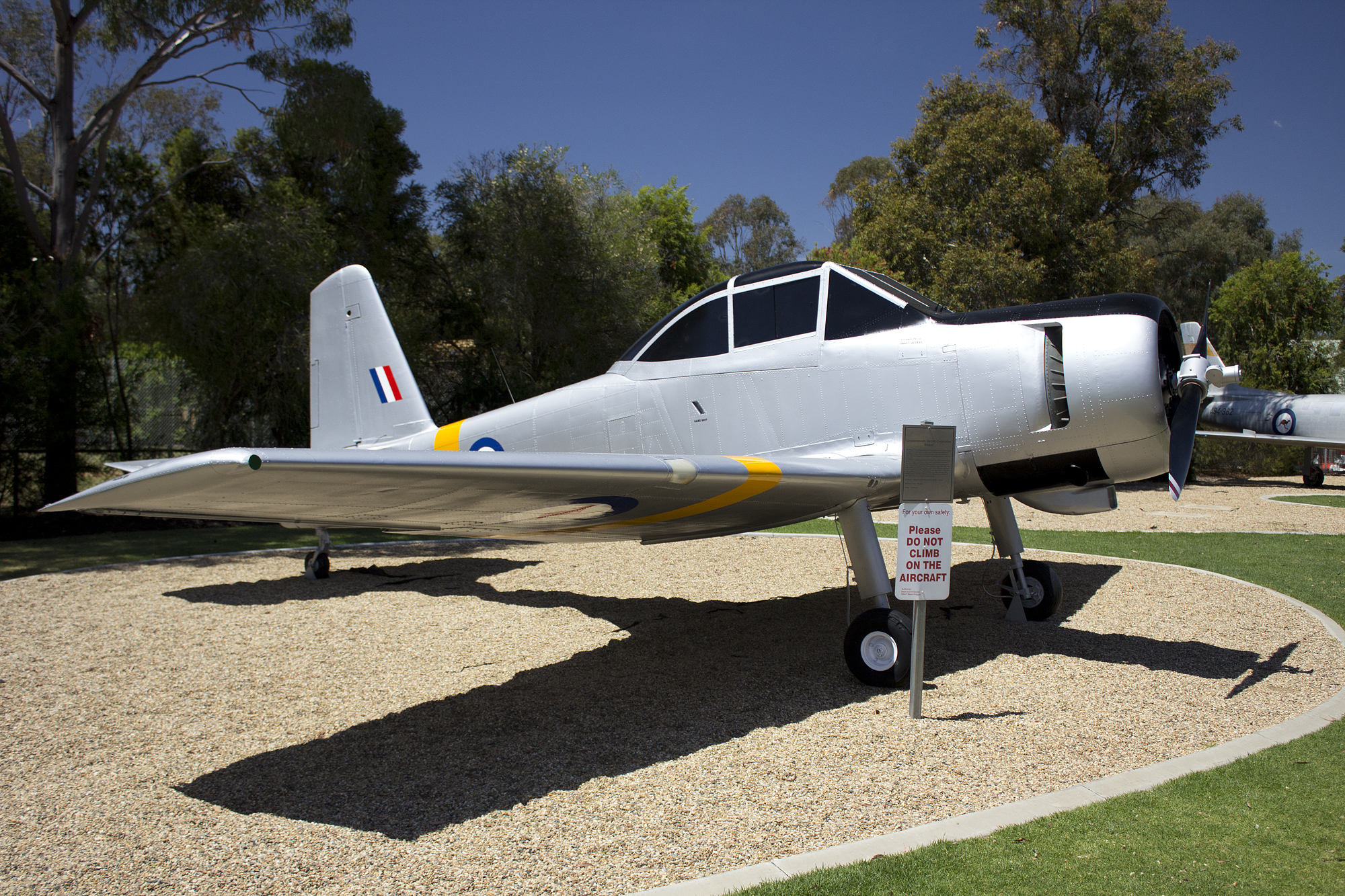
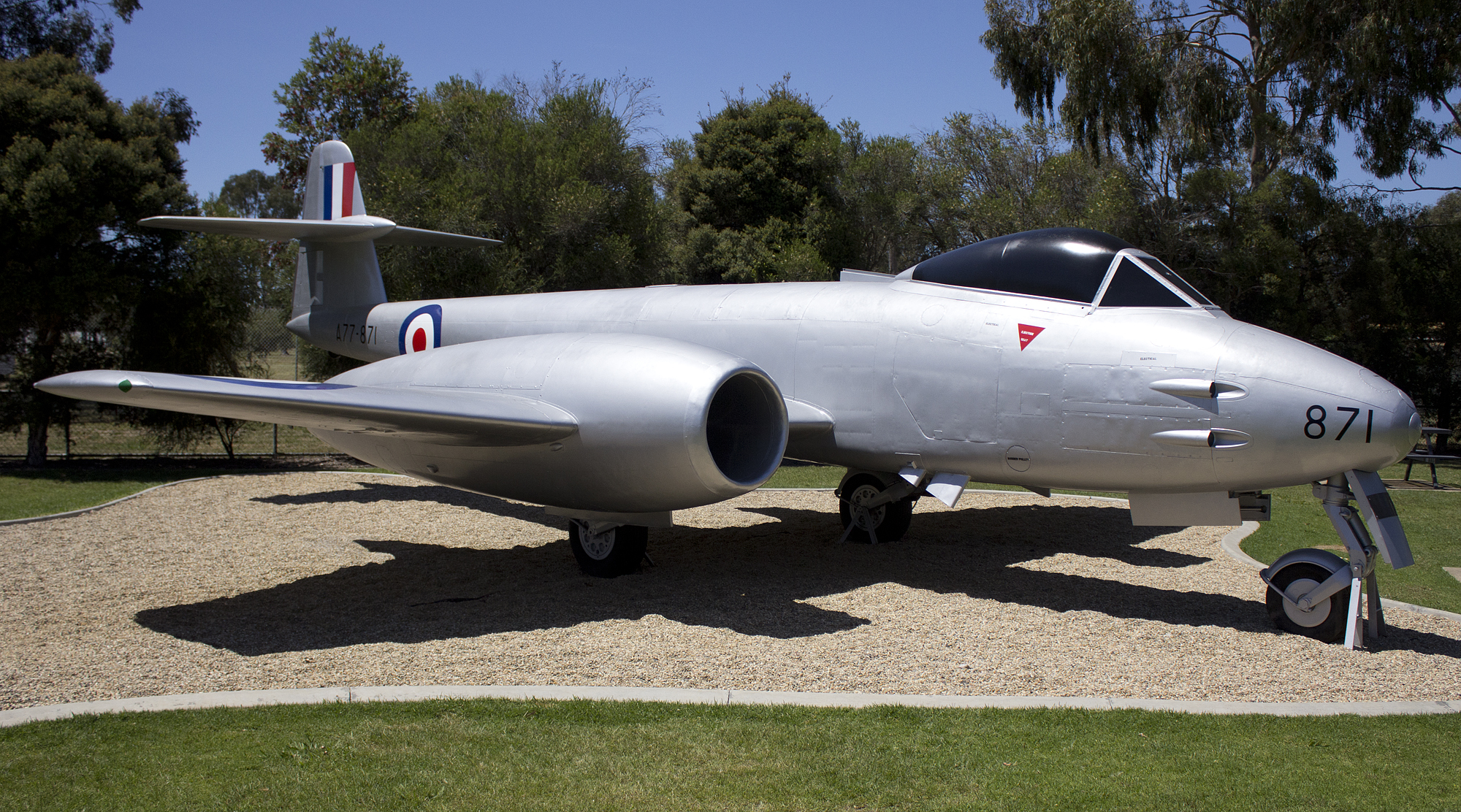
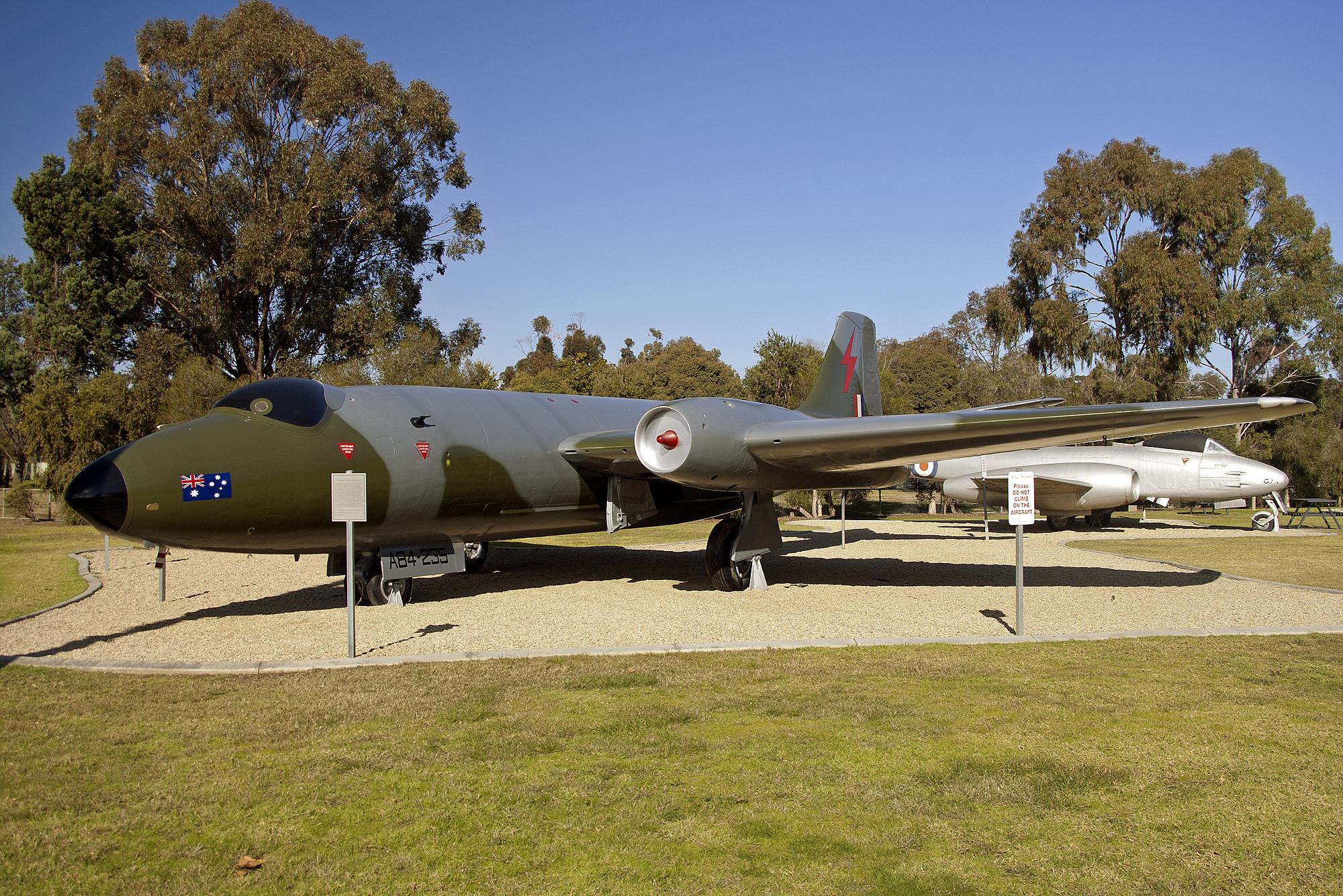